# Чемпіонат світу з футболу 2022 (кваліфікаційний раунд, ОФК)
Океанічна секція кваліфікації Чемпіонату світу з футболу 2022 — кваліфікаційний турнір до Чемпіонату світу ФІФА 2022, який відбудеться у Катарі, для національних збірних, які входять до Конфедерації футболу Океанії (ОФК). ОФК мають 0,5 путівки (1 путівка до міжконтинентальних плей-оф).
Через пандемію COVID-19 кваліфікація відбудеться у форматі турніру, який пройде у Катарі з 14 по 30 березня 2022.

## Формат
28 липня 2020 ОФК оголосили, що вони подали ФІФА пропозицію формату кваліфікації у відповідь на пандемію COVID-19.
- Кваліфікаційний матч: 2 гірші команди ОФК грають один матч. Переможець проходить до групового етапу.
- Груповий етап: 7 кращих команд ОФК та переможець кваліфікаційного матчу діляться на 2 групи на основі рейтингу ФІФА цих команд та грають за круговою системою по одному матчу з кожним суперником (кожна команда по 3 матчі). 1-е та 2-е місця з кожної групи проходять до фінального раунду.
- Фінальний раунд: 4 команди зіграють у форматі плей-оф по одному матчу на кожному етапі (півфінал та фінал). Переможець проходить до міжконтинентальних плей-оф.

## Учасники
У кваліфікації беруть участь 9 команд, які є членами ОФК та ФІФА. Американське Самоа та Самоа знялися з кваліфікації 29 листопада 2021. 29 січня 2022 Тонга також відмовилися від участі через виверження вулкану Хунга-Тонга-Хунга-Хаапай та подальше цунамі.
| Учасники кваліфікації | Відмовилися від участі                                 |
| --- | ------------------------------------------------------ |
| 1. Нова Зеландія (118) 2. Соломонові Острови (141) 3. Нова Каледонія (153) 4. Таїті (159) 5. Фіджі (161) 6. Вануату (163) 7. Папуа Нова Гвінея (164) 8. Острови Кука (без рейтингу) | - Американське Самоа (190) - Самоа (193) - Тонга (199) |

1. ↑  На момент жеребкування брали участь у кваліфікації, але згодом відмовилися

## Розклад
Кваліфікація мала розпочатися у вересні 2020. Проте 25 червня 2020 вересневе вікно календаря міжнародних матчів ФІФА було перенесено для ОФК через пандемію COVID-19.
Також 25 червня ФІФА оголосили, що міжконтинентальні плей-оф, які було заплановано на березень 2022, були перенесені на червень 2022.
До того ж 5 листопада 2020 ОФК заявили, що кваліфікацію, яка мала розпочатися у березні 2021, було затримано до липня того ж року. ОФК ще буде обговорювати новий розклад з асоціаціями та ФІФА.
На вересень 2021, затримки у прийнятті нового розкладу та формату унеможливили проведення кваліфікаційного турніру вчасно. ОФК подали на розгляд до ФІФА альтернативний формат: кваліфікаційний турнір для ОФК у Катарі у березні 2022.

## Кваліфікаційний матч
Кваліфікаційний матч мав визначити, хто з двох гірших команд ОФК (Тонга та Острови Кука) потрапляє до групового етапу. Матч було скасовано після того, як Тонга відмовилися від участі; Острови Кука потрапили до групового етапу.
| Команда 1 | Рахунок | Команда 2    |
| --------- | ------- | ------------ |
| Тонга     | Скас.   | Острови Кука |

### Матч
| 14 березня 2022 |

| Тонга | Скасовано       | Острови Кука |
| ----- | --------------- | ------------ |
|       | Протокол (ФІФА) |              |

|  |

## Груповий етап
До групового етапу потрапляють 7 кращих команд ОФК та переможець кваліфікаційного матчу. Перші 2 місця з кожної групи проходять до наступного раунду.

### Жеребкування
Жеребкування групового етапу відбулося 29 листопада 2021 о 21:00 EET (30 листопада, 09:00 NZDT) у  Цюриху. На момент жеребкування не було відомо переможця кваліфікаційного матчу. Жеребкування почалося з кошику 2 та закінчилося кошиком 1. Команди розподілялися між групами послідовно (група A, потім група B). Перші дві команди потрапили у позиції 4, наступні дві у позиції 3, та перші дві з кошику 1 у позиції 2. Дві найкращі команди рейтингу (Нова Зеландія та Соломонові острови) потрапили на позиції A1 та B1, і таким чином не потрапили в одну групу.
| Кошик 1                                                                                   | Кошик 2                                                                          |
| ----------------------------------------------------------------------------------------- | -------------------------------------------------------------------------------- |
| 1. Нова Зеландія (118) 2. Соломонові Острови (141) 3. Нова Каледонія (153) 4. Таїті (159) | 1. Фіджі (161) 2. Вануату (163) 3. Папуа Нова Гвінея (164) 4. Острови Кука (б/р) |

1. ↑  На момент жеребкування, Острови Кука та Тонга мали зіграти кваліфікаційний матч за місце у груповому етапі. 29 січня 2022 Тонга відмовилися від участі у кваліфікації, а Острови Кука потрапили до групового етапу.

### Група A
| Поз | Команда                | І | В | Н | П | ГЗ | ГП | РГ | О | Кваліфікація                   |  | Соломонові Острови | Французька Полінезія | Вануату | Острови Кука |
| --- | ---------------------- | - | - | - | - | -- | -- | -- | - | ------------------------------ |  | ------------------ | -------------------- | ------- | ------------ |
| 1   | Соломонові Острови (A) | 1 | 1 | 0 | 0 | 3  | 1  | +2 | 3 | Проходять до фінального раунду |  | —                  | 3:1                  | Скас.   | —            |
| 2   | Таїті (A)              | 1 | 0 | 0 | 1 | 1  | 3  | −2 | 0 | Проходять до фінального раунду |  | —                  | —                    | Скас.   | —            |
| 3   | Вануату (W)            | 0 | 0 | 0 | 0 | 0  | 0  | 0  | 0 | Відмовилися від участі         |  | —                  | —                    | —       | Скас.        |
| 4   | Острови Кука (W)       | 0 | 0 | 0 | 0 | 0  | 0  | 0  | 0 | Відмовилися від участі         |  | 0:2                | Скас.                | —       | —            |

| 17 березня 2022 17:00 (UTC+3) |

| Острови Кука | 0:2 Анульовано                 | Соломонові Острови     |
| ------------ | ------------------------------ | ---------------------- |
|              | Протокол (ФІФА) Протокол (ОФК) | - Кауа 20' - Хоу 45+1' |

| Гранд Хамад, Доха Арбітр: Давид Яребойнен (Папуа Нова Гвінея) |

| 17 березня 2022 20:00 (UTC+3) |

| Таїті | Скасовано                      | Вануату |
| ----- | ------------------------------ | ------- |
|       | Протокол (ФІФА) Протокол (ОФК) |         |

| Гранд Хамад, Доха Арбітр: Метью Конгер (Нова Зеландія) |

| 20 березня 2022 17:00 (UTC+3) |

| Острови Кука | Скасовано                      | Таїті |
| ------------ | ------------------------------ | ----- |
|              | Протокол (ФІФА) Протокол (ОФК) |       |

| Гранд Хамад, Доха Арбітр: Медерік Лакур (Нова Каледонія) |

| 20 березня 2022 20:00 (UTC+3) |

| Соломонові Острови | Скасовано                      | Вануату |
| ------------------ | ------------------------------ | ------- |
|                    | Протокол (ФІФА) Протокол (ОФК) |         |

| Гранд Хамад, Доха Арбітр: Кемпбелл-Кірк Кавана-Во (Нова Зеландія) |

| 24 березня 2022 17:00 (UTC+3) |

| Вануату | Скасовано                      | Острови Кука |
| ------- | ------------------------------ | ------------ |
|         | Протокол (ФІФА) Протокол (ОФК) |              |

| Сухаїм бін Хамад, Доха |

| 24 березня 2022 17:00 (UTC+3) |

| Соломонові Острови     | 3:1                            | Таїті        |
| ---------------------- | ------------------------------ | ------------ |
| - Леаї 20', 52', 90+6' | Протокол (ФІФА) Протокол (ОФК) | - А. Тео 26' |

| Гранд Хамад, Доха Арбітр: Метью Конгер (Нова Зеландія) |

### Група B
| Поз | Команда               | І | В | Н | П | ГЗ | ГП | РГ  | О | Кваліфікація                   |   | Нова Зеландія | Папуа Нова Гвінея | Фіджі | Нова Каледонія |
| --- | --------------------- | - | - | - | - | -- | -- | --- | - | ------------------------------ | - | ------------- | ----------------- | ----- | -------------- |
| 1   | Нова Зеландія (A)     | 2 | 2 | 0 | 0 | 12 | 1  | +11 | 6 | Проходять до фінального раунду |   | —             | —                 | 4:0   | 7:1            |
| 2   | Папуа Нова Гвінея (A) | 2 | 1 | 0 | 1 | 3  | 2  | +1  | 3 | Проходять до фінального раунду |   | 0:1           | —                 | —     | 1:0            |
| 3   | Фіджі (E)             | 2 | 1 | 0 | 1 | 3  | 7  | −4  | 3 |                                |   | —             | 1:2               | —     | —              |
| 4   | Нова Каледонія (E)    | 2 | 0 | 0 | 2 | 2  | 10 | −8  | 0 |                                | — | —             | 1:2               | —     |                |

| 18 березня 2022 17:00 (UTC+3) |

| Папуа Нова Гвінея | 0:1                            | Нова Зеландія |
| ----------------- | ------------------------------ | ------------- |
|                   | Протокол (ФІФА) Протокол (ОФК) | - Вейн 75'    |

| Сухаїм бін Хамад, Доха Арбітр: Сауд Аль-Адба (Катар) |

| 18 березня 2022 20:00 (UTC+3) |

| Нова Каледонія | 1:2                            | Фіджі              |
| -------------- | ------------------------------ | ------------------ |
| - Ветрі 78'    | Протокол (ФІФА) Протокол (ОФК) | - Налаубу 11', 89' |

| Сухаїм бін Хамад, Доха Арбітр: Мохаммед Аль-Шаммарі (Катар) |

| 21 березня 2022 17:00 (UTC+3) |

| Папуа Нова Гвінея | 1:0                            | Нова Каледонія |
| ----------------- | ------------------------------ | -------------- |
| - Семмі 8'        | Протокол (ФІФА) Протокол (ОФК) |                |

| Сухаїм бін Хамад, Доха Арбітр: Джоел Хопкен (Вануату) |

| 21 березня 2022 20:00 (UTC+3) |

| Нова Зеландія                            | 4:0                            | Фіджі |
| ---------------------------------------- | ------------------------------ | ----- |
| - Вуд 45', 73' - Джаст 71' - Льюїс 90+3' | Протокол (ФІФА) Протокол (ОФК) |       |

| Сухаїм бін Хамад, Доха Арбітр: Салман Фалахі (Катар) |

| 24 березня 2022 20:00 (UTC+3) |

| Нова Зеландія                                                                      | 7:1                            | Нова Каледонія |
| ---------------------------------------------------------------------------------- | ------------------------------ | -------------- |
| - Грів 8', 45+2' - Роджерсон 36' (пен.) - де Йонг 75' - Туїлома 81' - Вуд 83', 89' | Протокол (ФІФА) Протокол (ОФК) | - Сайко 12'    |

| Сухаїм бін Хамад, Доха Арбітр: Норбер Ауата (Французька Полінезія) |

| 24 березня 2022 20:00 (UTC+3) |

| Фіджі             | 1:2                            | Папуа Нова Гвінея           |
| ----------------- | ------------------------------ | --------------------------- |
| - Варанаівалу 12' | Протокол (ФІФА) Протокол (ОФК) | - А. Кепо 45+2' - Семмі 63' |

| Гранд Хамад, Доха Арбітр: Абдулхаді Аль-Руайле (Катар) |

## Фінальний раунд
Фінальний раунд складається з одноматчевих півфіналу та фіналу. Якщо по завершенню основного часу рахунок нічийний, команди грають додатковий час (2 тайми по 15 хвилин). Якщо по завершенню додаткового часу рахунок досі рівний, переможець визначається по пенальті.

### Сітка
|  | Півфінали                            | Півфінали     |                                      |   | Фінал | Фінал |
|  |                                      |               |                                      |   |       |       |
|  | 27 березня 2022 – Доха (Гранд Хамад) |               |                                      |   |       |       |
|  |                                      |               |                                      |   |       |       |
|  | Соломонові Острови                   | 3             |                                      |   |       |       |
|  | Соломонові Острови                   | 3             | 30 березня 2022 – Доха (Гранд Хамад) |   |       |       |
|  | Папуа Нова Гвінея                    | 2             |                                      |   |       |       |
|  | Папуа Нова Гвінея                    | 2             | Соломонові Острови                   | 0 |       |       |
|  | 27 березня 2022 – Доха (Гранд Хамад) |               | Соломонові Острови                   | 0 |       |       |
|  |                                      | Нова Зеландія | 5                                    |   |       |       |
|  | Нова Зеландія                        | Нова Зеландія | 5                                    | 1 |       |       |
|  | Нова Зеландія                        |               |                                      | 1 |       |       |
|  | Таїті                                | 0             |                                      |   |       |       |
|  | Таїті                                | 0             |                                      |   |       |       |

### Півфінали
| Команда 1          | Рахунок | Команда 2         |
| ------------------ | ------- | ----------------- |
| Соломонові Острови | 3:2     | Папуа Нова Гвінея |
| Нова Зеландія      | 1:0     | Таїті             |

#### Матчі
| 27 березня 2022 17:00 (UTC+3) |

| Соломонові Острови        | 3:2                            | Папуа Нова Гвінея         |
| ------------------------- | ------------------------------ | ------------------------- |
| - Хоу 33', 66' - Леаї 71' | Протокол (ФІФА) Протокол (ОФК) | - Комолонг 24' - Кепо 88' |

| Гранд Хамад, Доха |

Соломонові Острови перемогли з рахунком 3:2.
| 27 березня 2022 20:30 (UTC+3) |

| Нова Зеландія | 1:0                            | Таїті |
| ------------- | ------------------------------ | ----- |
| - Какаче 71'  | Протокол (ФІФА) Протокол (ОФК) |       |

| Гранд Хамад, Доха |

Нова Зеландія перемогла з рахунком 1:0.

### Фінал
Переможець проходить до міжконтинентальних плей-оф.
| Команда 1          | Рахунок | Команда 2     |
| ------------------ | ------- | ------------- |
| Соломонові Острови | 0:5     | Нова Зеландія |

#### Матч
| 30 березня 2022 20:00 (UTC+3) |

| Соломонові Острови | 0:5                            | Нова Зеландія                                           |
| ------------------ | ------------------------------ | ------------------------------------------------------- |
|                    | Протокол (ФІФА) Протокол (ОФК) | - Туїлома 23', 70' - Вуд 39' - Белл 50' - Гарбетт 90+1' |

| Гранд Хамад, Доха |

Нова Зеландія перемогла з рахунком 5:0 та пройшла до міжконтинентальних плей-оф.

## Міжконтинентальні плей-оф
Міжконтинентальні плей-оф відбудуться 13-14 червня  2022.
| Команда 1  | Рахунок | Команда 2     |
| ---------- | ------- | ------------- |
| Коста-Рика | 1:0     | Нова Зеландія |

## Позначки
1. 1 2  Тонга відмовилися від участі у кваліфікації через виверження вулкану Хунга-Тонга-Хунга-Хаапай та подальше цунамі, і, таким чином, Острови Кука потрапили до групового етапу.
2. ↑  17 березня 2022 було оголошено, що матч між Таїті та Вануату скасовано через спалахи COVID-19 у складі Вануату[13]